# Golpe de 22 de Floreal

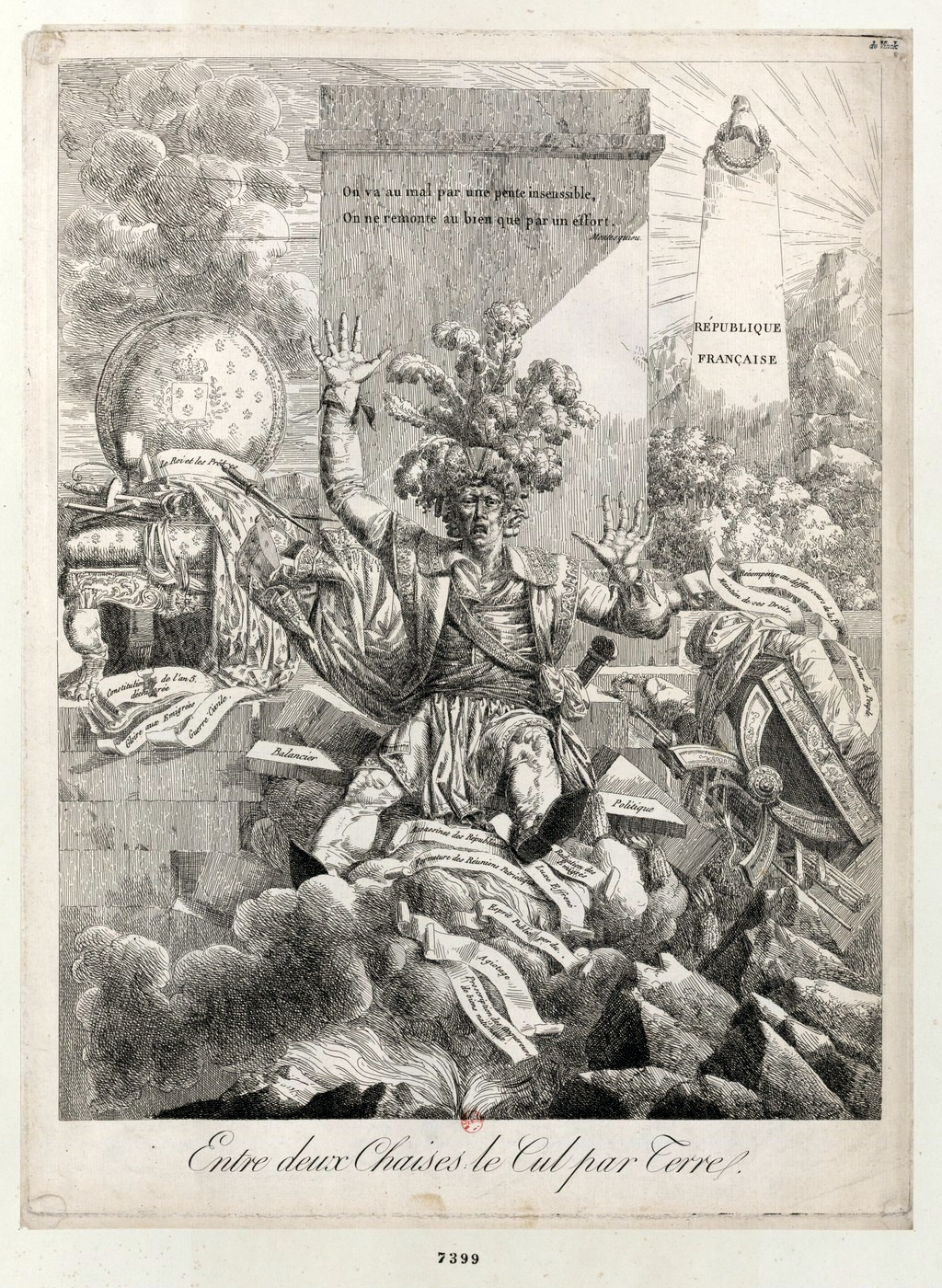
Gravura satirizando o Diretório (1798).

O Golpe de 22 de Floreal do Ano VI (de acordo com o Calendário Republicano Francês), ou "Lei de 22 de Floreal do Ano VI", foi um golpe de Estado ocorrido na Primeira República Francesa em 11 de maio de 1798, em que mais de 100 deputados de esquerda foram privados de seus assentos no Conselho dos Quinhentos, a câmara baixa do Diretório francês.

## Contexto
Após o Golpe de 18 de Frutidor (1797), o poder dos monarquistas franceses foi em grande parte quebrado. Contudo, para isso, o Diretório precisou contar com o apoio da esquerda radical. Com a expulsão dos deputados monarquistas, partidos e grupos de esquerda, como a Montanha e os jacobinos, uniram-se, criticando o Diretório pela reintrodução de impostos indiretos e outras políticas econômicas que eram vistas como remanescentes do Antigo Regime. Muitos deputados jacobinos também criticavam o governo por permitir que generais enriquecessem com a ocupação francesa em territórios como a Itália.

## Golpe
Em resposta à essa crescente força da esquerda, o Diretório fechou onze jornais jacobinos. Apesar destes esforços de supressão, as eleições legislativas francesas de 1798 resultaram em mais de 100 assentos para a esquerda radical na Assembleia Nacional Francesa. Como reação, o Diretório convenceu o Conselho dos Quinhentos a anular os resultados das eleições em 53 departamentos, fazendo com que mais de 100 deputados de esquerda perdessem seus mandatos, sendo substituídos por indivíduos escolhidos pelo Diretório.

## Consequências
O golpe, embora tenha neutralizado temporariamente a esquerda jacobina, sofreu um revés posterior, pois nas eleições seguintes, em 1799, uma nova maioria esquerdista foi eleita, precipitando um novo golpe de Estado, o Golpe de 30 de Prairial, também conhecido como a "Revanche dos Conselhos", dessa vez contra membros do próprio Diretório.